# Théodore-Jacques Bonvalet
Pour les articles homonymes, voir Bonvalet.
Théodore-Jacques Bonvalet (quelquefois orthographié par erreur Bonvallet), né à Paris le 17 juin 1817 et mort dans cette même ville le 8 juin 1906, est un restaurateur et homme politique français.

## Biographie
Théodore-Jacques Bonvalet naît en 1817 dans l'ancien 6e arrondissement de Paris (actuel 3e arrondissement). Vers 1830, il étudie à l'institution Barbet. Son père, marchand de vins, tient un comptoir rue Charlot qui propose également un peu de restauration (parmi les habitués, Giuseppe Fieschi y achète « pour cinq ou six sous de fricot » qu'il mange chez lui).
En 1840, « Bonvalet fils » reprend le comptoir paternel et en fait un véritable restaurant, situé au no 29 du boulevard du Temple, à l'angle de la rue Charlot, à côté du Café Turc (ou Jardin Turc). L'établissement sera repris une trentaine d'années plus tard par un autre gérant, Bonvalet s'étant entretemps consacré à la politique.

### Un républicain de la veille
Sous la Monarchie de Juillet, Bonvalet fréquente les milieux républicains et appartient aux comités électoraux de François Arago et d'Hippolyte Carnot en 1846. Après la Révolution de 1848, il est élu par 7 000 voix chef de bataillon de la 6e légion de la garde nationale (correspondant à l'ancien 6e arrondissement). La même année, il est l'un des nombreux membres fondateurs d'un club républicain, l'Association démocratique des amis de la Constitution, que préside Philippe Buchez. En 1849, Bonvalet s'associe aux gardes nationaux qui prennent la défense du colonel Forestier,.
Lors du coup d'État du 2 décembre 1851, c'est au restaurant de Bonvalet que plusieurs opposants au coup de force (tels que Victor Hugo) se donnent rendez-vous afin de se concerter. Alors que Michel de Bourges tente vainement de haranguer la foule depuis le balcon du restaurant, la troupe investit les lieux. Bonvalet lui-même est arrêté et conduit en fourgon cellulaire à la prison Mazas, dont il n'est libéré qu'au bout de quinze jours.

### L'élu du3earrondissement(1870-1872)

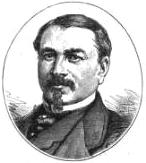
Bonvalet en 1871.

Opposant au Second Empire, il est nommé maire du 3e arrondissement au lendemain de la révolution du 4 septembre 1870. Cette nomination, décidée par le maire de Paris Étienne Arago, est confirmée lors du scrutin municipal du 5 novembre, quand Bonvalet est largement réélu dès le premier tour, par 12 031 voix sur 15 398. Prenant les mesures nécessaires face aux conséquences du siège de la capitale par les Prussiens, il met également en place des écoles laïques et organise le 22 novembre, au théâtre de la Porte-Saint-Martin, une représentation  dont les profits doivent aider au financement d'un nouvel orphelinat. Le 15 février 1871, il décrète l'instruction primaire gratuite et obligatoire dans son arrondissement.
Candidat aux élections du 8 février, il n'obtient que 30 491 suffrages et échoue à obtenir un siège à l'Assemblée nationale.
Après l'insurrection du 18 mars 1871, Bonvalet fait partie des élus parisiens qui tentent une conciliation entre, d'une part, le gouvernement et l'Assemblée nationale et, d'autre part, les révolutionnaires qui se sont emparés de l'hôtel de ville. Malgré l'intransigeance des deux camps, Bonvalet et ses collègues poursuivent leurs tentatives de médiation en formant la Ligue d'union républicaine des droits de Paris. Le manifeste de la ligue est publié le 5 avril, quelques jours après des élections largement favorables aux insurgés (dans son arrondissement, Bonvalet n'est ainsi arrivé qu'en huitième position). Membre du bureau de la ligue, Bonvalet obtient une courte trêve le 25 avril afin de permettre l'évacuation des habitants du secteur bombardé de Neuilly. Ces efforts seront reprochés à l'ancien maire du 3e arrondissement, les Versaillais y voyant de la complaisance à l'égard des communards. Au cours de la Semaine sanglante, Bonvalet arrive trop tard à l'hôtel de ville mais parvient à empêcher l'incendie du Conservatoire des arts et métiers, du marché du Temple, et de la mairie du 3e arrondissement.
À nouveau candidat à la députation à l'occasion des législatives partielles du 2 juillet 1871, où 21 sièges sont à pourvoir, il termine 22e, devancé de moins de 250 voix par un candidat de l'Union parisienne de la presse, Ferdinand Moreau.
Il est plus heureux trois semaines plus tard, lors des élections municipales du 23 juillet. Candidat dans le quartier des Enfants-Rouges, il est élu dès le premier tour, avec 1 841 suffrages sur 3 144 (contre 676 à Jules Ranvier, candidat de l'Union parisienne de la presse). Au conseil municipal, il siège à gauche, parmi les radicaux, et préside la 7e commission (domaine municipal).
Accusé de malversations, il est blâmé par ses collègues du conseil général de la Seine, ce qui l'amène à démissionner de ses fonctions dès le 2 décembre 1872. 

### Après la politique
Bonvalet se consacre ensuite au monde des affaires, conservant sa fréquentation du milieu artistique. Ainsi, il est pendant trois ans attaché à l'hôtel-casino de Pornichet (établissement récent, disposant aussi d'une salle de spectacle, qui a été fondé par Maxime Boucheron, auteur dramatique associé avec ses amis le baryton Jean Lassalle et le ténor Henri Sellier). Le compositeur italien Nicolo Teresio Ravera (ca), chef d'orchestre du lieu, dédie à Bonvalet une « polka brillante » pour piano titrée Casino-Pornichet et sous-titrée Souvenir de Bretagne, dont la partition a été éditée en 1884 par Émile Chatot à Paris. 
Il meurt le 8 juin 1906 en son domicile du no 12  du quai des Célestins. Après une cérémonie en l'église Saint-Paul-Saint-Louis, il est inhumé au cimetière du Père-Lachaise (8e division),.